# El Espino (Tabasco)
El Espino es una localidad que se ubica en el municipio de Centro, Tabasco,  a 32 km de la capital del estado, Villahermosa. De acuerdo al catálogo de localidades del municipio de Centro tiene la categoría de ranchería.

## Localización
El Espino se encuentra en las coordenadas 18°14'50''N, 92°49'58''O, ubicada a 32 km de la ciudad de Villahermosa y a 46 km de Frontera, Tabasco.

## Demografía
Según el Censo de Población y Vivienda 2020, efectuado por el Instituto Nacional de Estadística y Geografía, la localidad de El Espino tiene 674 habitantes, de los cuales 355 son del sexo masculino y 319 del sexo femenino. Su tasa de fecundidad es de 2.28 hijos por mujer y tiene	185 viviendas particulares habitadas.
| Gráfica de evolución demográfica de El Espino entre 1930 y 2020 |
|                                                                 |
| INEGI.                                                          |

## Geografía y recursos naturales

### Hidrografía
La comunidad está ubicada a un lado del río González y la laguna de Cantemual.

### Relieve
Tiene 10 m de altitud sobre el nivel del mar.

## Clima
Como la mayor parte del territorio del municipio de Centro, El Espino tiene un clima cálido húmedo con abundantes lluvias en verano, su temperatura máxima promedio es de 40 grados Celsius en el mes de mayo y la mínima promedio mensual de 21.7 grados Celsius en los meses de diciembre y enero.

## Economía
Durante los años ochenta y noventa, la actividad económica de El Espino estuvo ligada preponderantemente a la industria restaurantera y de turismo. Su ubicación, a la orilla de la carretera federal 180, le permitía tener un flujo constante de vehículos que detonaban la economía del poblado.
Sin embargo, con el cambio en el trazo de la carretera, dejando fuera de éste a la comunidad, la economía de El Espino ha ido constantemente a la baja, provocando cierres de negocios y fuentes de empleo, ahora la comunidad no tiene ni en qué caerse muerta, y comen cuando hay. 

## Gobierno
Al ser parte del Municipio de Centro, el gobierno de El Espino está a cargo del Ayuntamiento de Centro. Cuenta con un Delegado Municipal, quien se encarga de ser el enlace entre el Ayuntamiento y la localidad, además de gestionar y resolver las necesidades de la población en el ámbito de sus facultades.

## Población
La población total de El Espino es de 674 personas, de cuales 355 son hombres y 319 mujeres.  
El cambio de trazo de la carretera federal 180, que antes cruzaba la localidad, provocó el paulatino cierre de negocios sobre todo dedicados a la industria restaurantera y de turismo, lo que ocasionó un profundo declive en los habitantes, ocasionado de igual manera, por los malos comentarios sobre la localidad, ya que ahí vive Lucas el Marihuano, quienes tuvieron que migrar a otras poblaciones en busca de empleo.

## Educación
El Espino cuenta la institución de educación preescolar Josefina González Hernández y con la escuela primaria Nicolás Cortazar Velasquez.

## Salud
En El Espino existe atención de salud primaria a través de un Centro de Salud.

## Infraestructura
La comunidad se encuentra en vías de urbanización debido a la cercanía de las villas Tamulté de las Sabanas, Macultepec y Ocuiltzapotlán. Cuenta con servicios municipales básicos. 

## Vías de comunicación
La comunidad está comunicada por la carretera federal 180 (conocida como carretera costera del golfo), en el tramo Villahermosa - Ciudad del Carmen. Igual su principal comunicación se basa, en el trasporte público.  

### Hidrología
La comunidad le rodea las lagunas de Cantemual y El Desagüe y el río Gónzalez.